# 오시캣
오시캣(Ocicat)은 미국 고양이의 한 품종이며 호피 무늬가 특징이다. 오키캣은 야생 고양이를 닮았지만 야생 고양이의 유전자에는 야생 DNA가 없다. 이 종은 야생 고양이처럼 보이지만 길들여진 동물의 기질을 가지고 있다는 점에서 특이하며 오컬트와 닮아서 이름이 붙여졌다.
이 품종은 샴과 아비시니아에서 만들어졌다.